# Jeanette Bolden
Jeanette Bolden (Los Ángeles, Estados Unidos, 26 de enero de 1960) es una atleta estadounidense retirada, especializada en la prueba de 4 x 100 m en la que llegó a ser campeona olímpica en 1984.

## Carrera deportiva
En los JJ. OO. de Los Ángeles 1984 ganó la medalla de oro en los relevos 4 x 100 metros, con un tiempo de 41.65 segundos, por delante de Canadá y Reino Unido, siendo sus compañeras de equipo: Alice Brown, Chandra Cheeseborough y Evelyn Ashford.